# 村井清三
村井 清三（むらい きよみつ、生没年不詳）は、戦国時代の武将。織田信長の元で京都所司代など要職を歴任した村井貞勝の一門衆で家臣。

## 生涯
元亀元年（1570年）8月3日に行われた親王御所での宴会に参加したのが史料における初見で、この際に清三は音曲となった時に太鼓の演奏を行った。
貞勝が京都所司代として在京すると、清三もこれに従って京に滞在し貞勝への来訪者への応対などを行っている。貞勝から吉田兼見へと遣わされることもあった。しかし、天正6年（1578年）の冬に仔細な事情は不明であるが村井貞成（貞勝の長男）の怒りを買って追放され、三井寺へと隠棲した。天正7年（1579年）1月2日には兼見の派遣した神人より慰問を受けている。
しかしながら、天正7年（1579年）内には赦されたようで、同年6月9日には養生していた貞勝宅を訪れた山科言経より薬・香需散を受け取り、また、同日に貞勝宅を猪熊の地子銭についての話をする為に訪問した吉田兼見にも応対している。
同年7月8日には吉田兼見と貞勝が金蓮寺四条道場で行われる梅若大夫の勧進能を観に行く約束をしていたが、貞勝が出席できなくなったので代理として清三が遣わされている。更に同年12月末には以前より兼見から訴えがあった平野兼興との猪熊の地子銭を巡る対立に於いて、貞勝の裁定の実務を取り仕切った。
天正8年（1580年）3月12日には、後北条氏の使いを二条新御所へと案内する役を務めるなど、貞勝の側近としての働きが窺える。
だが、天正10年（1582年）6月2日の本能寺の変時は貞勝に近侍していなかったか、変後も生き残っており山崎の戦い後の6月22日には織田信孝の命で、桑原貞也と共に京都粟田口に明智光秀・斎藤利三両名の首塚を建造する奉行を務めた。また、6月23日には雑色を使って、光秀一党の預かり物と近衛前久御物の糺明・提出命令を通達している。